# Riu Sec de Borriol
El riu Sec de Borriol, també conegut com riu de Borriol o rambla de Borriol, és un corrent d'aigua intermitent i estacional que naix a la vall de Borriol que encaixonen els contraforts del desert de les Palmes i la serra de Borriol. Discorre pels afores d'aquesta localitat de la Plana Alta, tot creant alguns meandres en direcció meridional. Al final de la vall, gira cap a l'est en busca de la Mediterrània, tot extingint-se en l'horta de la part septentrional del terme de Castelló de la Plana, abans d'aplegar a la costa. Pel camí, voreja la capital castellonenca amb la llera urbanitzada que separa el raval Universitari de la resta de la ciutat, passa pel costat del cementiri, l'hospital general i l'entorn de l'estadi Castàlia.